# San Baltazar Chichicapam
San Baltazar Chichicapam là một đô thị thuộc bang Oaxaca, México. Năm 2005, dân số của đô thị này là 2716 người.